# کوه لیلی
کوه لیلی (به لاتین: Mount Leyli) یک کوه در گرجستان است. کوه لیلی ۳٬۱۵۷ متر بالاتر از سطح دریا واقع شده‌است.